# Carl Newman
Alan Carl Newman, mer känd som A.C. Newman, född 1968 är en kanadensisk musiker.
Newman är en av indierockbandet The New Pornographers grundare. Han började med musiken runt år 1992, men det var först 2004 han släppte sitt första soloalbum The Slow Wonder.

## Diskografi
- 2004 – The Slow Wonder
- 2009 – Get Guilty

## Fotnoter
1. ↑  Library of Congress Authorities, USA:s kongressbibliotek, id-nummer i USA:s kongressbiblioteks katalog: no2005043920, läst: 13 mars 2025.[källa från Wikidata]
2. ↑  Freebase Data Dumps, Google.[källa från Wikidata]